# Cecil Day-Lewis
Cecil Day-Lewis, pseud. Nicholas Blake (ur. 27 kwietnia 1904 w Ballintubbert (hrabstwo Laois, zm. 22 maja 1972 w Hadley Wood) – irlandzki poeta i pisarz, ojciec Daniela.

## Życiorys
Był synem pastora, który oczekiwał od niego wyboru podobnej drogi życiowej. Studiował na Uniwersytecie Oksfordzkim, po studiach pracował jako nauczyciel. Wydany w 1929 roku Transitional Poem wzbudził duże zainteresowanie. Obracał się w kręgu poetyckim zwanym, którego liderem był W.H. Auden. Po II wojnie światowej zyskał na tyle duże uznanie, że prestiżowe uczelnie przyznały mu honorowe stanowiska wykładowcy: University of Cambridge w latach 1946-1947 (Clark Lectures), Uniwersytet Oksfordzki w latach 1951-1956 ( professor of Poetry) oraz Uniwersytet Harvarda (Charles Eliot Norton Lectures, 1963-1964).
Oprócz poezji tworzył też opowiadania i powieści kryminalne, publikował je pod pseudonimem Nicholas Blake.
Był dwukrotnie żonaty, jego pierwszą żoną była Mary King, pobrali się w 1928 roku, a rozwiedli w 1951. Drugi raz ożenił się z aktorką Jill Balcon, córką Michaela Balcona. Ich dziećmi są: Tamasin Day-Lewis (ur. 1953, krytyk kulinarny) oraz aktor Daniel Day-Lewis (ur. 1957)

## Twórczość

### Tomy poezji
- Transitional Poem (1929)
- From Feathers to Iron (1931)
- Collected Poems 1929–1933 (1935)

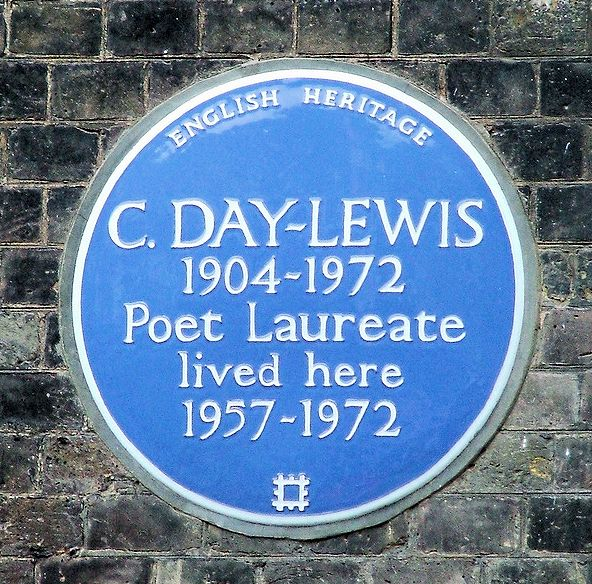
Niebieska tablica na domu Cecils Day-Lewisa w Londynie

- A Time to Dance and Other Poems (1935)
- Overtures to Death (1938)
- Short Is the Time (1945)
- Collected Poems (1954)
- Pegasus and Other Poems (1957)
- The Gate, and Other Poems (1962)

### Powieści
- The Friendly Tree (1936)
- Starting Point  (1937)
- Child of Misfortune (1939)

### Powieści wydane pod pseudonimem Nicholas Blake
- A Question of Proof (1935)
- Thou Shell of Death (1936)
- There's Trouble Brewing (1937)
- Niech bestia zdycha (The Beast Must Die 1938, tłumaczenie na jęz. polski Konrad Krajewski, ISBN 83-89064-77-4)
- The Smiler with the Knife (1939)
- Malice in Wonderland (1940)
- The Case of the Abominable Snowman (1941)
- Minute for Murder (1947)
- Head of a Traveller (1949)
- The Dreadful Hollow (1953)
- The Whisper in the Gloom (1954)
- Splątana sieć (A Tangled Web, 1956, tłumaczenie na jęz. polski  Agata Szczepanowska, ISBN 83-89064-78-2)
- End of Chapter (1957)
- A Penknife in My Heart (1958)
- The Widow's Cruise (1959)
- The Worm of Death (1961)
- The Deadly Joker (1963)
- The Sad Variety (1964)
- Nazajutrz po śmierci (The Morning after Death, 1966, tłumaczenie na jęz. polski Zbigniew Obniski)
- The Private Wound (1968)